# Sega GT
Sega GT é um jogo eletrônico do gênero simulador de corrida desenvolvido pela Wow Entertainment e TOSE lançado em 2000 para Dreamcast e em 2001 para Microsoft Windows. O jogo possui 22 circuitos, 130 carros, sendo que a versão europeia possui mais carros, também conta com um modo de criação de carro.